# آگنین کرومان
آگنین کرومان (سیریلیک صربی: Огњен Короман؛ زادهٔ ۱۹ سپتامبر ۱۹۷۸) یک بازیکن فوتبال اهل صربستان است.

## تیم ملی
وی همچنین در تیم ملی فوتبال صربستان بازی کرده است.